# Indian Financial System Code
Der Indian Financial System Code (IFS Code oder IFSC) ist ein alphanumerischer Code zur Erfassung und Bearbeitung von elektronischen Zahlungen in Indien. Damit wird jede Bankfiliale eindeutig erfasst, die an den beiden Zahlungsverkehrs-Systemen in Indien teilnimmt: dem Real Time Gross Settlement (RTGS) und dem National Electronic Fund Transfer (NEFT).

## Format
Der IFSC besteht aus 11 Zeichen: die ersten vier alphabetischen Zeichen stehen für den Banknamen. Das fünfte Zeichen ist derzeit fest mit einer 0 (null) belegt und wird von sechs alphanumerischen Zeichen gefolgt, die die Filiale der Bank eindeutig identifizieren. Der IFSC wird auch zur Kommunikation zwischen den Banken im Rahmen des NEFT und RTGS Systems genutzt.
Das Format des IFSC wird wie folgt dargestellt:
| 1                    | 2                    | 3                    | 4                    | 5 | 6                      | 7                      | 8                      | 9                      | 10                     | 11                     |
| -------------------- | -------------------- | -------------------- | -------------------- | - | ---------------------- | ---------------------- | ---------------------- | ---------------------- | ---------------------- | ---------------------- |
| Bank-Identifizierung | Bank-Identifizierung | Bank-Identifizierung | Bank-Identifizierung | 0 | Filial-Identifizierung | Filial-Identifizierung | Filial-Identifizierung | Filial-Identifizierung | Filial-Identifizierung | Filial-Identifizierung |

## IFSC Listen
Alle am Zahlungsverkehrs-System teilnehmenden Bankfilialen stellen Listen der zugeteilten IFSC zur Verfügung. Außerdem stellt die indische Zentralbank Reserve Bank of India auf ihrer Webseite eine Suchfunktion zur Verfügung. Außerdem sind alle teilnehmenden Banken gehalten, den IFSC auf Scheckvordrucken zu drucken.
Das IFSC System dient nur für inländische Transaktionen innerhalb allen Bankfilialen in Indiens, egal ob staatseigen, privat oder Filiale einer ausländischen Bank. Für internationale Zahlungen ist der Standard weiterhin der SWIFT-Code, der oftmals nicht auf einzelne Filialen spezifiziert ist.

## Verwendung von IBAN in Indien
Auch Indien ist mittlerweile der IBAN-Systematik angeschlossen.